# Euctenidiacea
Euctenidiacea, de nome comum nudibrânquios dóridos, é uma subordem taxonômica de caracóis ou lesmas marinhas, moluscos gastrópodes marinhos da ordem Nudibrânquios. Bouchet & Rocroi (2005) rejeitaram o nome Anthobranchia, alegando que também incluía Onchidium na época da publicação original. Doridina é equivalente e usado na classificação mais recente.
Um estudo morfológico filogenético publicado em 2000 mostrou que o subclado Gnathodoridacea (Bathydoridoidea) e o subclado Doridacea (Phanerobranchia + Cryptobranchia + Porostomata) formam, cada um, um grupo monofilético.
Em um estudo posterior, publicado em 2002, A. Valdés concluiu que as superfamílias Doridoidea e Phyllidioidea (chamadas por ele de Cryptobranchia + Porostomata) formavam um clado. Ele expandiu o uso de Cryptobranchia para abranger todo o subclado Doridacea. Este movimento não foi seguido na taxonomia de Bouchet e Rocroi.

## Taxonomia

### clado Gnathodoridacea
- Superfamília Bathydoridoidea
  - Família Bathydorididae

### clado Doridacea
- Superfamília Doridoidea
  - Família Dorididae
  - Família Actinocyclidae
  - Família Chromodorididae
  - Família Discodorididae
- Superfamília Phyllidioidea
  - Família Phyllidiidae
  - Família Dendrodorididae
  - Família Mandeliidae
- Superfamília Onchidoridoidea (= Phanerobranchiata Suctoria)
  - Família Akiodorididae
  - Família Onchidorididae
  - Família Corambidae
  - Família Goniodorididae
- Superfamília Polyceroidea (= Phanerobranchiata Non Suctoria)
  - Família Polyceridae
  - Família Aegiridae - Em Bouchet & Rocroi (2005) é a grafia subsequente incorreta Aegiretidae.
  - Família Gymnodorididae
  - Família Hexabranchidae
  - Família Okadaiidae